# ياكوبو إيغبيني

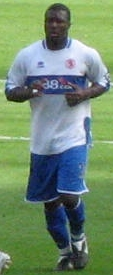
ياكوبو إيغبيني

ياكوبو إيغبيني (بالإنجليزية: Yakubu)‏ ، من مواليد 22 نوفمبر 1982 في مدينة بنين في نيجيريا ، لاعب كرة قدم نيجيري.
و قد لعب مع منتخب نيجيريا لكرة القدم. اعتزل لعب كرة القدم في 2017.

## روابط خارجية
- ياكوبو إيغبيني على موقع الاتحاد الدولي (مؤرشف)  (الإنجليزية)
- ياكوبو إيغبيني على موقع الاتحاد الأوربي (الإنجليزية)
- ياكوبو إيغبيني على موقع اتحاد تركيا (لاعب) (الإنجليزية)
- ياكوبو إيغبيني على موقع قاعدة بيانات كرة القدم.إي يو (الإنجليزية)
- ياكوبو إيغبيني على موقع ليكيب (الفرنسية)
- ياكوبو إيغبيني على موقع ناشيونال فوتبول تيمز (الإنجليزية)
- ياكوبو إيغبيني على موقع Soccerbase.com (لاعب) (الإنجليزية)
- ياكوبو إيغبيني على موقع Soccerway.com (الإنجليزية)
- ياكوبو إيغبيني على موقع عالم كرة القدم.نت (الإنجليزية)
- ياكوبو إيغبيني على موقع كووورة